# Watermät
Watermät (eigentlich Philippe Beaureperre oder Laurent Arriau) ist ein französischer Musikproduzent, der 2014 mit seiner Single Bullit internationale Bekanntheit erlangte.

## Leben
Inspiriert vom Dance-Sound der Neunziger und der House-Musik aus Chicago, die er über seinen älteren Bruder kennenlernte, produzierte Watermät zunächst Tracks für andere Künstler. Das erste Stück, das er unter seinem eigenen Namen veröffentlichte, war Bullit, eine Mischung aus Flötensounds und elektronischen Elementen, dessen Flötenpart ein Sample aus dem Song My Whole World Ended (The Moment You Left Me) von David Ruffin aus dem Jahr 1969 ist. Bullit wurde im Frühling 2014 vom niederländischen Dance-Label Spinnin’ Records veröffentlicht und erreichte Platz 15 der britischen und Platz zwei der belgischen Charts im Raum Flandern. Auch in Deutschland erreichte die Single mit Platz 93 eine Chartplatzierung. Im Herbst 2014 nahm Watermät Bullit als Bullit (So Real) erneut auf, diesmal mit Gesang der Sänger Paddy Byrne und Gerry Conell.
Watermät hat eine Tochter.

## Diskografie

### Singles
- 2013: Something About U
- 2013: Sparks
- 2014: Bullit
- 2015: Frequency (mit TAI)[4]
- 2015: Portland (mit Moguai)
- 2016: Empire
- 2016: Fade
- 2017: Won’t Stop (mit Kelli-Leigh)
- 2017: Ruff Like This (mit Pep & Rash)
- 2018: Need U
- 2019: Preach
- 2019: Raise

### Remixe
- 2014: The Magician ft. Years & Years – Sunlight[4]

## Auszeichnungen für Musikverkäufe
| Goldene Schallplatte - Belgien - 2014: für die Single Bullit |

Anmerkung: Auszeichnungen in Ländern aus den Charttabellen bzw. Chartboxen sind in ebendiesen zu finden.
| Land/RegionAuszeichnungen für Musikverkäufe (Land/Region, Auszeichnungen, Verkäufe, Quellen) | Silber  | Gold  | Platin | Verkäufe | Quellen     |
| -------------------------------------------------------------------------------------------- | ------- | ----- | ------ | -------- | ----------- |
| Belgien (BRMA)                                                                               | —       | Gold1 | —      | 15.000   | ultratop.be |
| Vereinigtes Königreich (BPI)                                                                 | Silber1 | —     | —      | 200.000  | bpi.co.uk   |
| Insgesamt                                                                                    | Silber1 | Gold1 | —      |          |             |